# St. James (Caroline du Nord)
St. James est une ville américaine située dans le Comté de Brunswick en Caroline du Nord. En 2010, sa population était de 3 165 habitants.

## Démographie
| 2000 | 2010  | - | - | - | - |
| ---- | ----- | - | - | - | - |
| 804  | 3 165 | - | - | - | - |